# Оранієнбург (палац)
52°45′17″ пн. ш. 13°14′12″ сх. д. / 52.7547° пн. ш. 13.2367° сх. д.
Палац Оранієнбург (нім. Schloss Oranienburg) — історична будівля в бранденбурзькому місті Оранієнбург, найдавніший палац в стилі бароко в Бранденбурзі.
У слов'янському поселенні асканійських маркграфів була побудована фортеця, яка охороняла перехід через річку, вперше згадується у 1288 році. Після згасання роду Асканіїв фортеця кілька разів змінювала господарів і врешті-решт у 1485 році була придбана маркграфом Йоганном Цицероном і перейшла у власність Гогенцоллернів. До 1551 році курфюрст Йоахім II відбудував на місці фортеці мисливський палац. Його наступник Йоганн Георг в 1579 році перебудував палац зсередини. У сучасній центральній будівлі ще виявляються елементи того ренесансного замку.
Курфюрстіна Луїза Генрієтта, перша дружина Великого курфюрста Фрідріха-Вільгельма, вперше побачила Бьотців на полюванні з чоловіком у 1650 році. Ці місця нагадали їй рідні Нідерланди. Курфюрст Фрідріх-Вільгельм відписав палац разом з прилеглими селами дружині в довічне володіння. Луїза Генрієтта побудувала собі на цих землях заміську резиденцію в голландському стилі, зберігши в центральній будівлі корпус мисливського палацу. Будівництво палацу було доручено архітектору Йогану Грегору Мемхардту, котрий здобув освіту в Нідерландах. Спорудження за своїм зовнішнім виглядом чітко наслідує традиції голландського класицизму того часу. У 1652 році Великий курфюрст дав новому палацу ім'я «Оранієнбург», «Оранская фортеця». Через рік і сам Бьотців стали називати Оранієнбург. У 1655 році курфюрстіна Луїза Генрієтта урочисто в'їхала в свій палац, але будівництво тривало. Луїза Генрієтта доручила Мемхардту розбити на території палацу типово голландський розважальний сад прикрашений гротом, декоративними деревами, кущами та квітами. Курфюрстіна першою в Бранденбурзі стала вирощувати в саду картоплю і цвітну капусту.
У 1689 році син Луїзи Генрієтти курфюрст Фрідріх I вирішив провести реконструкцію палацу і саду, в результаті якої з'явився Н-подібний комплекс споруд в стилі італійського і французького бароко. До 1699 року будівельні роботи вів Арнольд Нерінг, потім — Еозандер фон Гете, при якому в Оранієнбурзі з'явилася порцелянова галерея, нові сходи і Помаранчевий зал. Курфюрст Фрідріх I, вже в статусі короля Пруссії, проводив в палаці Оранієнбург різні представницькі заходи. Особливе захоплення у сучасників викликав розкішний фарфоровий кабінет, прикрашений алегоричними стельовими фресками придворного художника Августина Тервестена. Після смерті першого короля Пруссії в 1713 році палац був порожній. Фрідріх Вільгельм I бував в Оранієнбурзі рідко і виділяв на його утримання мінімум коштів.
У 1742 році король Пруссії Фрідріх II подарував Оранієнбург молодшому братові Августу Вільгельму Прусському на його весілля з Луїзою Амалією Брауншвейг-Вольфенбюттельською. При принці Августі Вільгельмі палац був оброблений відповідно до сучасних смаків архітектором Іоганном Готфрідом Кемметером. Август Вільгельм проводив час в Оранієнбурзі в святкуваннях з братами Генріхом і Фердинандом і помер в палаці в 35 років. У 1794 році король Фрідріх Вільгельм II, старший син Август Вільгельм Прусського, подарував палац Оранієнбург своїй невістці, кронпринцессі Луїзі Мекленбург-Стреліцькій. Фрідріх Вільгельм III з дружиною провів в Оранієнбурзі літо 1794—1795 року.
У 1802 році палац Оранієнбург був проданий берлінському аптекарю Йогану Готфріду Гемпелю за 12 тис. талерів, якого зобов'язали встановити в ньому 50 ткацьких верстатів і протягом 15 років виробляти бавовну. Виробництво зупинилося у 1807 році через війну з Францією. У 1814 році син аптекаря Георг Фрідріх Альбрехт Гемпель влаштував у палаці Оранієнбург фабрику з виробництва сірчаної кислоти, яка першою в Пруссії використовувала камерний процес. У 1832 році фабрика перейшла в управління королівського департаменту морських справ. Технічне керівництво фабрикою здійснював знаменитий хімік Фрідліб Фердинанд Рунге, який виділив у 1833 році анілін і фенол з кам'яновугільної смоли. У тому ж році пожежа знищила центральний корпус палацу разом з Помаранчевим залом та іншими розкішними інтер'єрами. У 1835 році на фабриці в Оранієнбурзі відкрилося виробництво стеаринових свічок, з 1840 року виробляли парафінові свічки. У 1842 році пожежа знищила південно-східне крило палацу. Його руїни були знесені і більше не відновлювалися. У 1848 році хімічне виробництво було виведено з палацу. З ініціативи Фрідріха Вільгельма IV палац Оранієнбург в 1851 році повернувся в королівське управління і здавався в оренду. У 1858—1860 роках у палаці Оранієнбург пройшла реконструкція, щоб розмістити в ньому вчительські курси. У північному крилі палацу при цьому зберегли королівські покої.
При націонал-соціалістах палац Оранієнбург у 1933—1937 роках служив казармою СС, де квартирували підрозділи «Мертва голова», які охороняли довколишній концентраційний табір Заксенхаузен. В оранжереї розміщувалися стайні. У 1937 році палац знову перебудували, і в нього в'їхала поліцейська школа з берлінського Темпельхофа. З північної сторони в 1938 році була зведена прибудова, в трьох флігелях якої розмістилася школа колоніальної поліції. Під час Другої світової війни палац Оранієнбург піддався бомбардуванням і отримав важкі ушкодження. Після війни в 1948—1954 роках палац був відновлений і знаходився в користуванні радянської армії, у 1952—1990 роках у палаці Оранієнбург розмістилася офіцерська школа казарменної народної поліції і казарми прикордонних військ НДР. У 1997 році палац перейшов у власність міста. Капітальна реконструкція палацу здійснювалася переважно на міські кошти при додатковому фінансуванні з боку Європейського фонду регіонального розвитку і землі Бранденбург. У північно-східний флігель палацу в'їхала міська адміністрація, а з 2001 року там також працює музей. У південно-західному флігелі розміщується музей району Верхній Гафель (Обергафель).

## Галерея

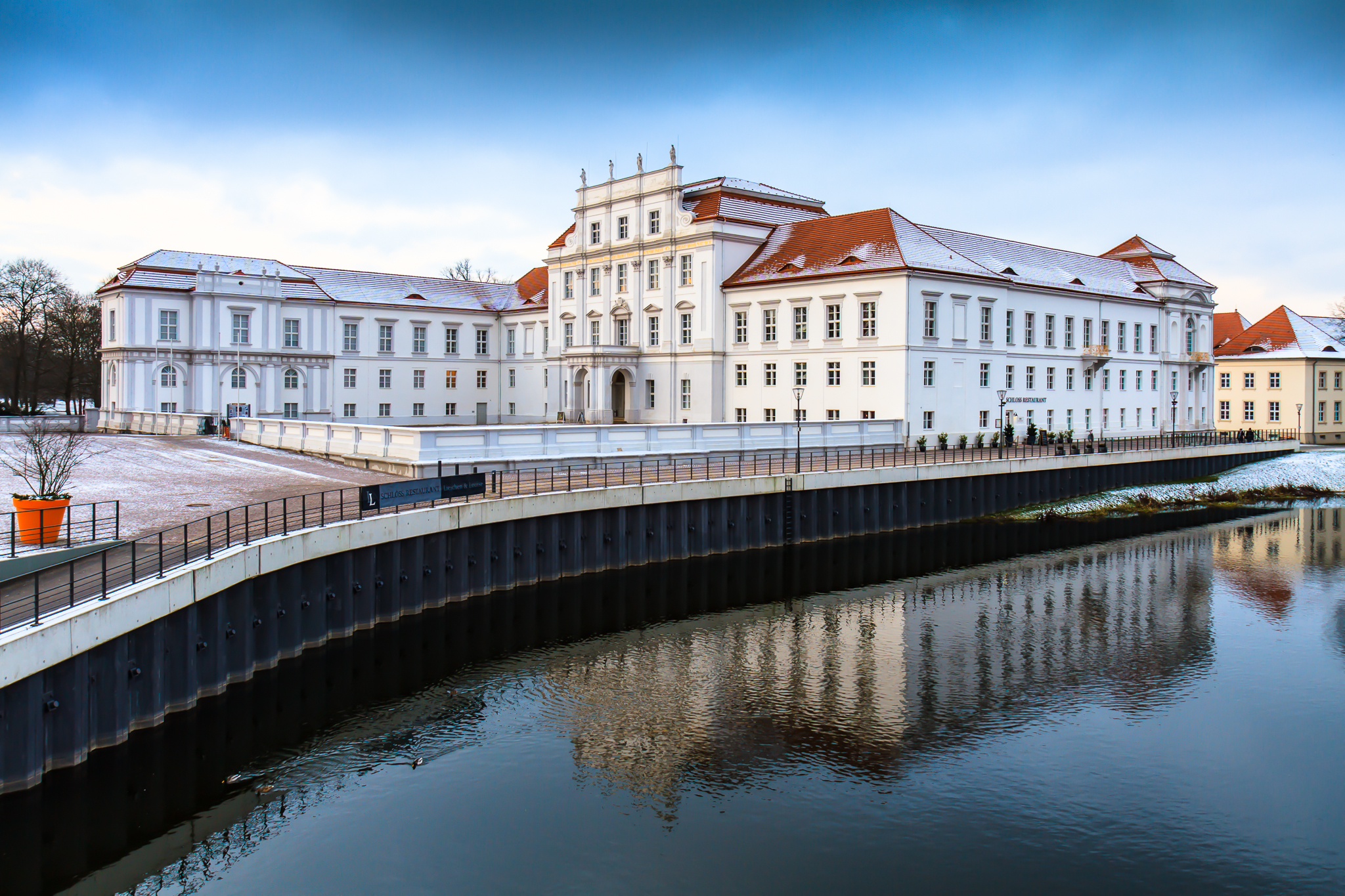
Палац Оранієнбург
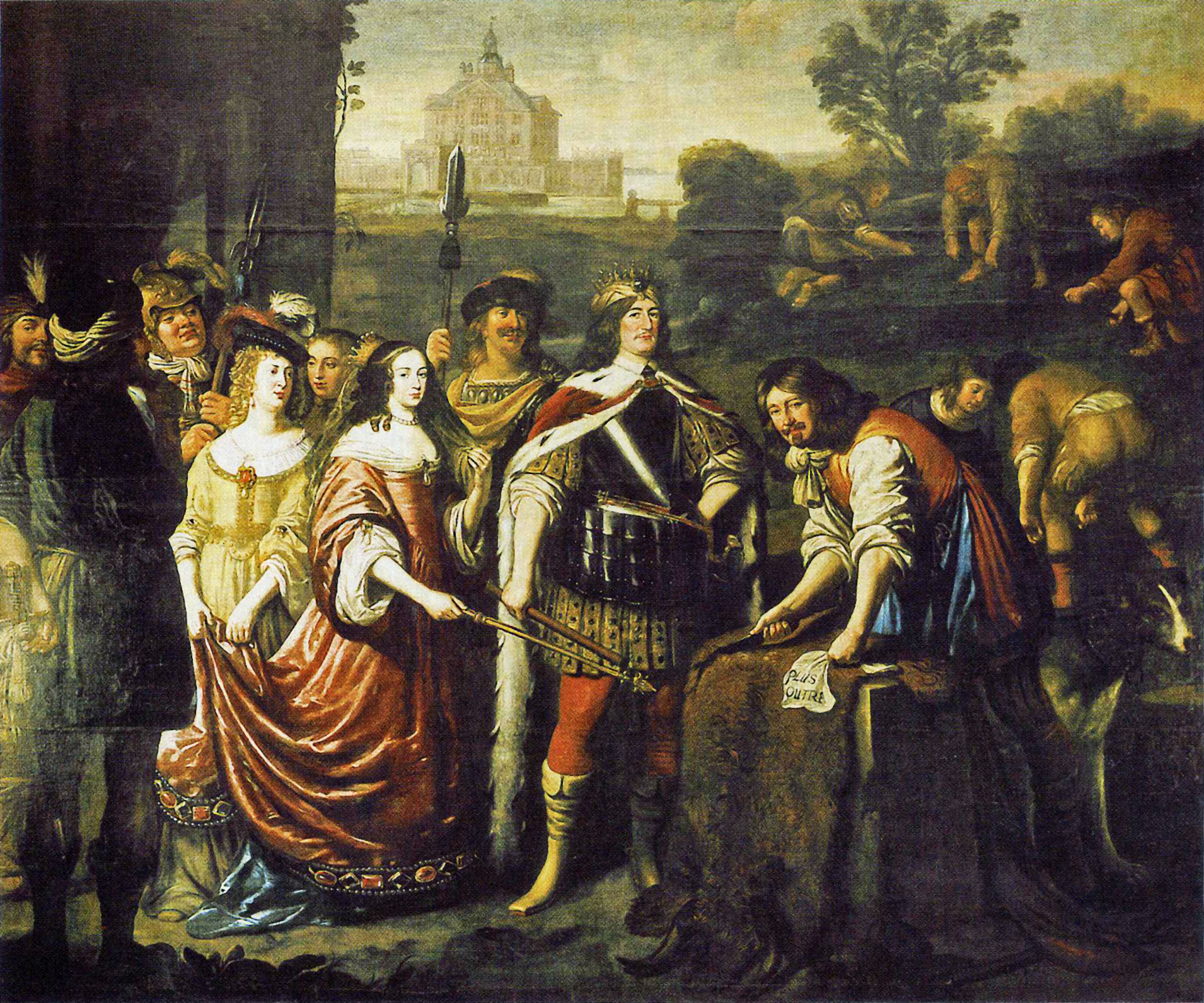
Алегорична картина заснування Оранієнбургу
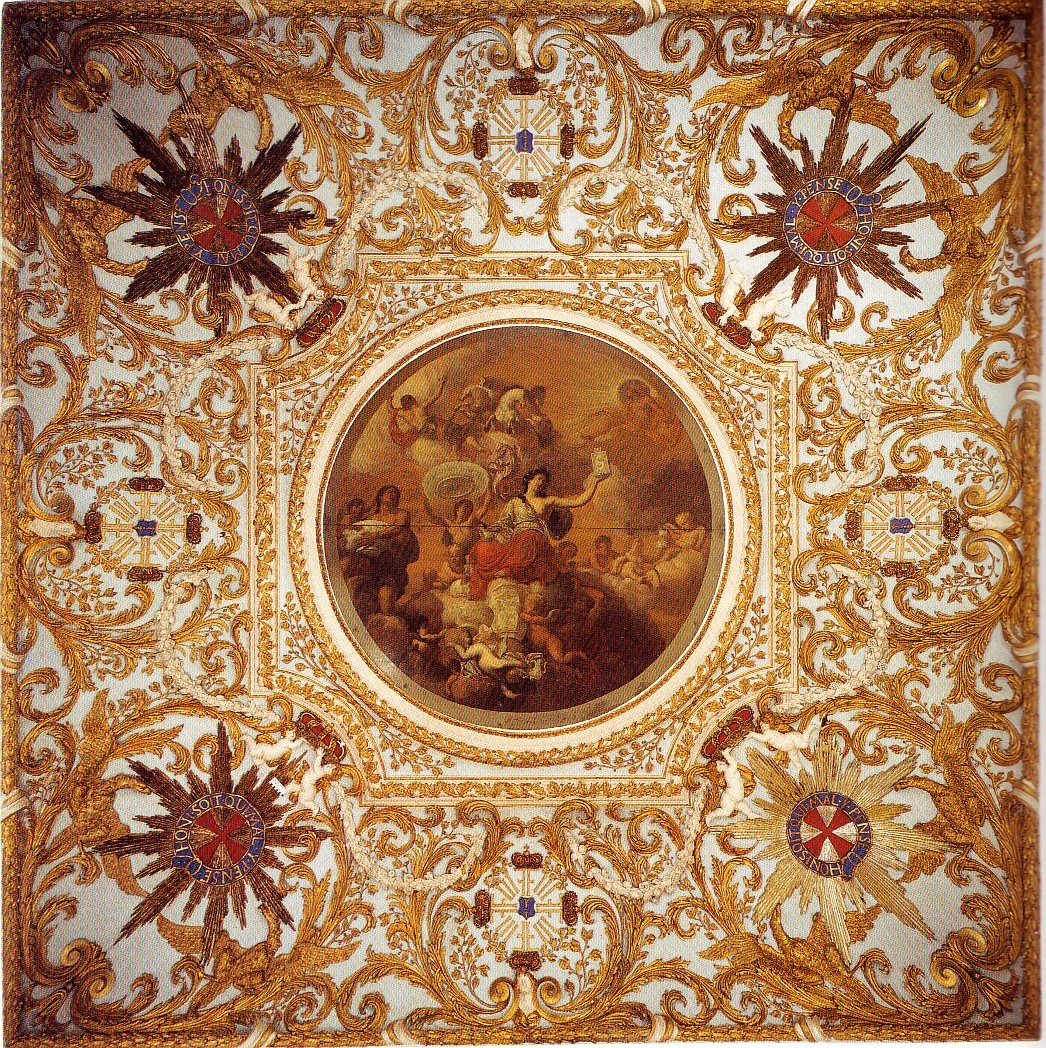
Розпис стелі. Августин Тервестен